# Handan
För andra betydelser, se Handan (olika betydelser).
Handan, tidigare stavat Hantan, är en stad på prefekturnivå i norra Kina, och är belägen i den södra delen av provinsen Hebei. Den ligger omkring 400 kilometer sydväst om Kinas huvudstad Peking.

## Historia
Arkeologiska fynd visar att stadens historia går tillbaka till första delen av Shangdynastin. Den var under De stridande staternas tid under fyra- och trehundratalet f.Kr. huvudstad för staten Zhào (趙).
Staden erövrades av Qin efter att större delen av Zhao annekterats av Qin. Qin Shi Huangdi beordrade under ett besök i staden att alla hans mors fiender skulle begravas levande.

## Administrativ indelning
Handan består av fyra stadsdistrikt, 14 härad och en stad på häradsnivå:
| Karta              | Karta                  | Karta     | Karta            | Karta             | Karta       | Karta                    |
| ------------------ | ---------------------- | --------- | ---------------- | ----------------- | ----------- | ------------------------ |
|                    |                        |           |                  |                   |             |                          |
| Nr                 | Namn                   | Kinesiska | Pinyin           | Befolkning (2004) | Areal (km²) | Befolkningstäthet (/km²) |
| Distrikt           |                        |           |                  |                   |             |                          |
| 1                  | Congtai                | 丛台区    | Cóngtái qū       | 330 000           | 28          | 11 786                   |
| 2                  | Hanshan                | 邯山区    | Hánshān qū       | 310 000           | 32          | 9 688                    |
| 3                  | Fuxing                 | 复兴区    | Fùxīng qū        | 250 000           | 37          | 6 757                    |
| 4                  | Fengfengs gruvdistrikt | 峰峰矿区  | Fēngfēng kuàngqū | 500 000           | 353         | 1 416                    |
| Stad på häradsnivå |                        |           |                  |                   |             |                          |
| 5                  | Wu'an                  | 武安市    | Wǔ'ān shì        | 720 000           | 1 806       | 399                      |
| Härad              |                        |           |                  |                   |             |                          |
| 6                  | Handan                 | 邯郸县    | Hándān xiàn      | 400 000           | 522         | 766                      |
| 7                  | Linzhang               | 临漳县    | Línzhāng xiàn    | 590 000           | 744         | 793                      |
| 8                  | Cheng'an               | 成安县    | Chéng'ān xiàn    | 370 000           | 485         | 763                      |
| 9                  | Daming                 | 大名县    | Dàmíng xiàn      | 750 000           | 1 052       | 713                      |
| 10                 | She                    | 涉县      | Shè xiàn         | 390 000           | 1 509       | 258                      |
| 11                 | Ci                     | 磁县      | Cí xiàn          | 640 000           | 1 035       | 618                      |
| 12                 | Feixiang               | 肥乡县    | Féixiāng xiàn    | 310 000           | 496         | 625                      |
| 13                 | Yongnian               | 永年县    | Yǒngnián xiàn    | 860 000           | 898         | 958                      |
| 14                 | Qiu                    | 邱县      | Qiū xiàn         | 200 000           | 448         | 446                      |
| 15                 | Jize                   | 鸡泽县    | Jīzé xiàn        | 250 000           | 337         | 742                      |
| 16                 | Guangping              | 广平县    | Guǎngpíng xiàn   | 250 000           | 320         | 781                      |
| 17                 | Guantao                | 馆陶县    | Guǎntáo xiàn     | 290 000           | 456         | 636                      |
| 18                 | Wei                    | 魏县      | Wèi xiàn         | 810 000           | 862         | 940                      |
| 19                 | Quzhou                 | 曲周县    | Qǔzhōu xiàn      | 410 000           | 667         | 615                      |

Förutom Handans centralort omfattar de fyra stadsdistrikten ett antal andra köpingar, bland annat (med invånarantal år 2000) Linshui (107 459), Fengfeng (82 243) och Hecun (71 336).

## Klimat
Genomsnittlig årsnederbörd är 615 millimeter. Den regnigaste månaden är juli, med i genomsnitt 240 mm nederbörd, och den torraste är januari, med 5 mm nederbörd.